# Brink (Amsterdam)
Brink is een plein in Amsterdam-Oost, Watergraafsmeer.

## Geschiedenis en ligging
Talloze dorpen en steden in Nederland kennen een Brink. Vaak begonnen aan de rand (brink) van de nederzetting om vee te verzamelen kwamen ze door verstedelijking centraal te liggen; het werd daarbij een dorpsplein met groenvoorzieningen. De gemeente Amsterdam kent sinds 13 januari 1924 ook een Brink; het is een plein aan de rand van de stad, maar midden in Betondorp. Ten tijde van de inrichting lag dit “dorp” echt aan de rand van de stad, ervan gescheiden door de De Nieuwe Ooster  begraafplaats. De Gooiseweg (1960), sinds 1990 Rijksweg 10 (Ringweg Amsterdam), legden de verbinding met de stad, aan de overzijde van de wegen en de Weespertrekvaart liggen de gemeente Diemen en Duivendrecht (gemeente Ouder-Amstel). De naam Brink is ook gerelateerd aan straten en pleinen vernoemd naar landbouwtermen, zoals bijvoorbeeld de Kouterstraat. 
In 2019 werd het plein grondig gerenoveerd. Er kwamen nieuwe maatregelen om overtollig regenwater te kunnen afvoeren als ook groenvoorzieningen en (park-)bankjes om meer ontmoetingen mogelijk te maken.

## Gebouwen
De gebouwen stammen uit de perioden 1924-1926 en 1926-1928. De wijk stond toen nog bekend als tuindorp Watergraafsmeer; de gemeente Amsterdam liet het volbouwen naar een ontwerp van architect Dick Greiner. Dit zorgde voor een bouwkundige eenheid in de hele wijk, maar op Brink in het bijzonder. De huizen zijn qua bouwwijze verbonden door het gebruikte materiaal, korrelbeton, hetgeen naar de naam van de wijk voerde: Betondorp. Bovendien hebben de meeste gebouwen eenzelfde structuur, waar wel het onderscheid in de twee bouwperioden te onderscheiden is. Alle gebouwen (behalve die aan de zuidkant) hebben platte daken, in- en uitspringende bouwdelen, hier en daar een (opvallende) uitstekende schoorsteen. Ondanks een aantal verbouwingen aan de woningen en winkels hebben de oorspronkelijk uitgevoerde ramen en deuren nog de overhand.   
Het gehele plein werd gezien het vorenstaande benoemd tot rijksmonument (nummer 335305) vanwege haar onderlinge samenhang rond het plein in combinatie met te bewaren architectuur, stedenbouw en voorbeeld van de ontwikkeling binnen de volkshuisvesting. Het monumentencomplex is opgeknipt in diverse rijksmonumenten, bijvoorbeeld rijksmonument 335310 (zuidwestelijk deel).

## Kunst
Op het plein staan twee artistieke speelobjecten. Er staat sinds december 2021 het Gedenkteken Johan Cruijff en er ligt een kunstig afwateringsobject (Goot steen). Voorts is er een oorlogsmonument.

### Gedenksteen
Op 4 mei 2015 werd aan de Brink een gedenksteen onthuld voor de Joodse Betondorpers die in de Tweede Wereldoorlog overleden of omgebracht. Het bestaat uit een grote steen met een plaquette met de tekst:
Ter herinnering aan de Joodse Betondorpers 1940-1945, opdat wij ze niet zullen vergeten.
De steen ligt voor het verenigingsgebouw Brink 1A, waarin vanaf 1928 een huissynagoge was gevestigd. Betondorp kende van oudsher maar een beperkt aantal Joden.

## Afwatering
De afvoer van overtollig regenwater rondom het plein was tot 2019 een probleem. Het plein ligt laag ten opzichte van haar omgeving. Bovendien loopt de Rijksweg 10 hier vlakbij, die ook haar water kwijt moet. Om wateroverlast te verhelpen werd rond 2019 een opslagsysteem voor regenwater geplaatst. Dit bestaat uit opslagbassins van textiel onder de grond van Brink; hierin kan overtollig regenwater opgeslagen worden, dat vervolgens via langzame drainage aan de omgeving wordt vrijgegeven. Bovendien werden op het plein groenstroken aangelegd en werd de vrij strak beklinkerde straat voorzien van straatkolken. Centraal op het plein werd de zogenaamde Goot steen geplaatst, die pleinwater naar de afvoer geleidt.

## Monumentale bomen
Rond het plein staan vier monumentale bomen die beschouwd worden als beeldbepalend. Eén, de dubbelbloemige paardenkastanje (Aesculus hippocastanum `Baumannii`), staat voor de Verbindingsgalerij Brink; de andere drie zijn pluimiepen (Ulmus glabra `Exoniensis`) en staan aan de noordzijde (voor woningen 4-22). De vier bomen stammen alle uit circa 1930 en hebben in 2022 een stamdiameter van 50 tot 100 centimeter.

## Openbaar vervoer
Bus A reed sinds 15 december 1927 door Betondorp en had van 24 juni 1929 tot en met 15 september 1940 zijn standplaats op de Brink. Op deze datum werd de bus vervangen door een verlenging van tram 9 die echter zijn standplaats op de Middenweg kreeg.

## Afbeeldingen

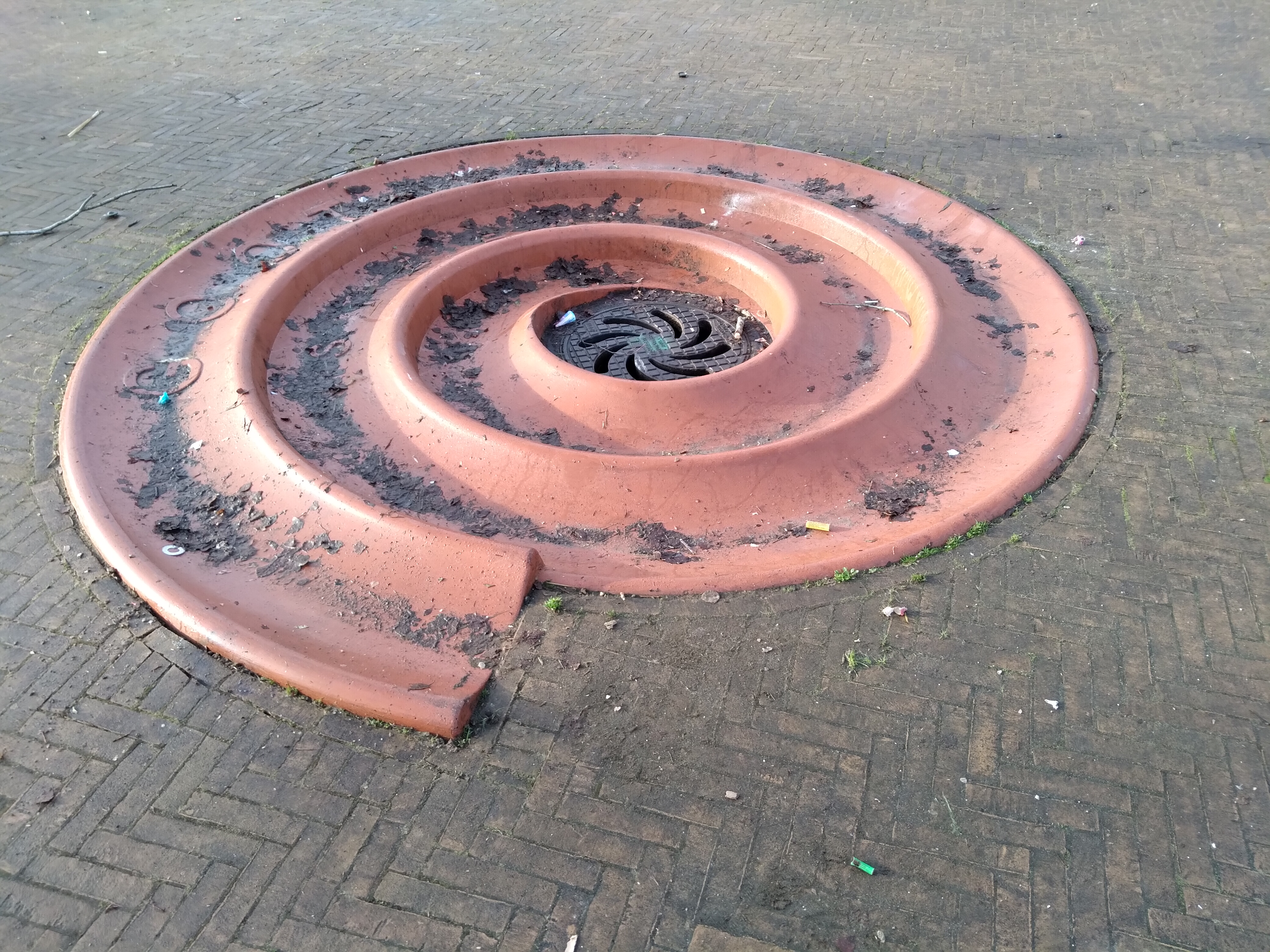
Goot steen (januari 2022)
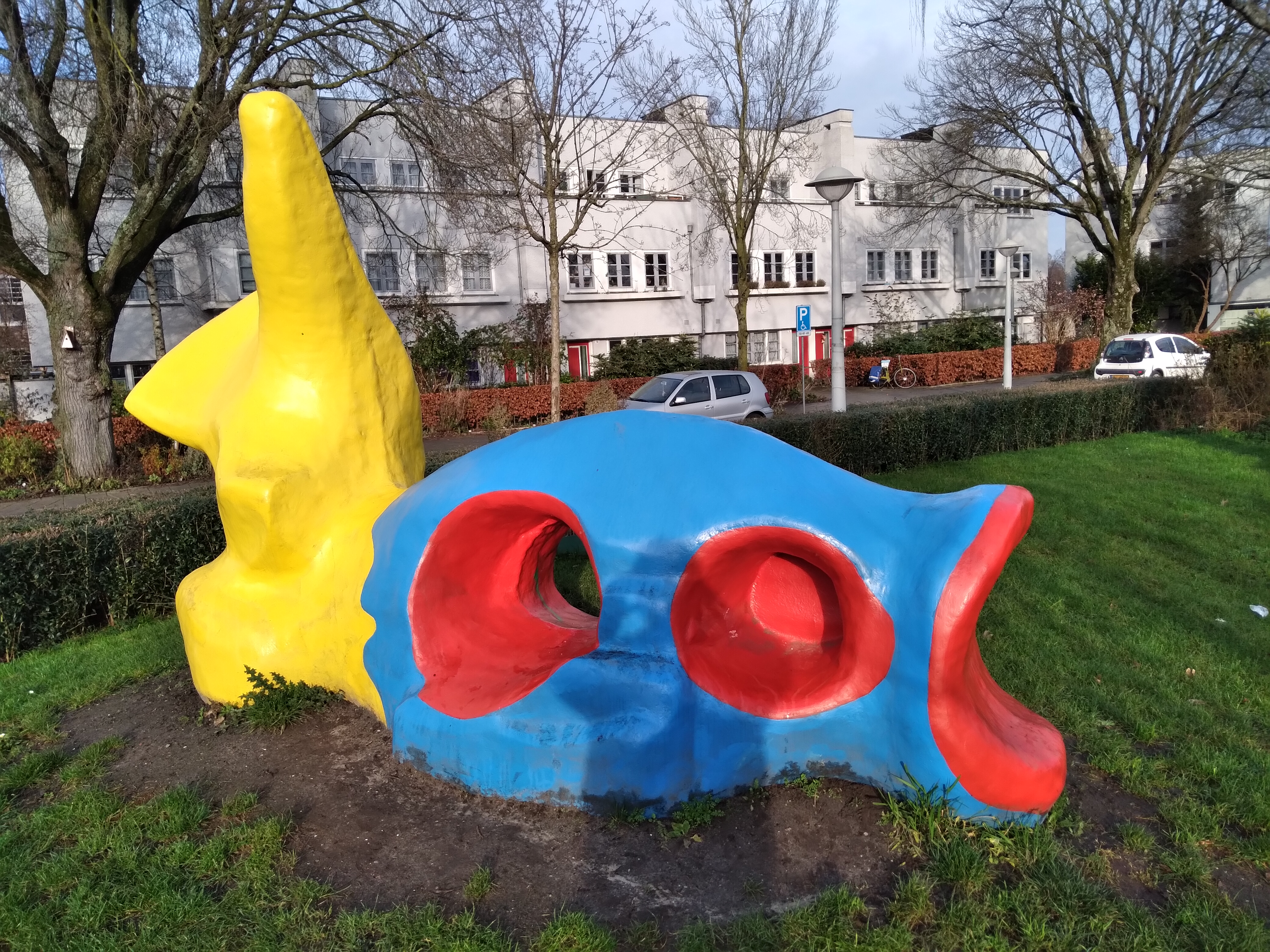
Konijnvis (januari 2022)
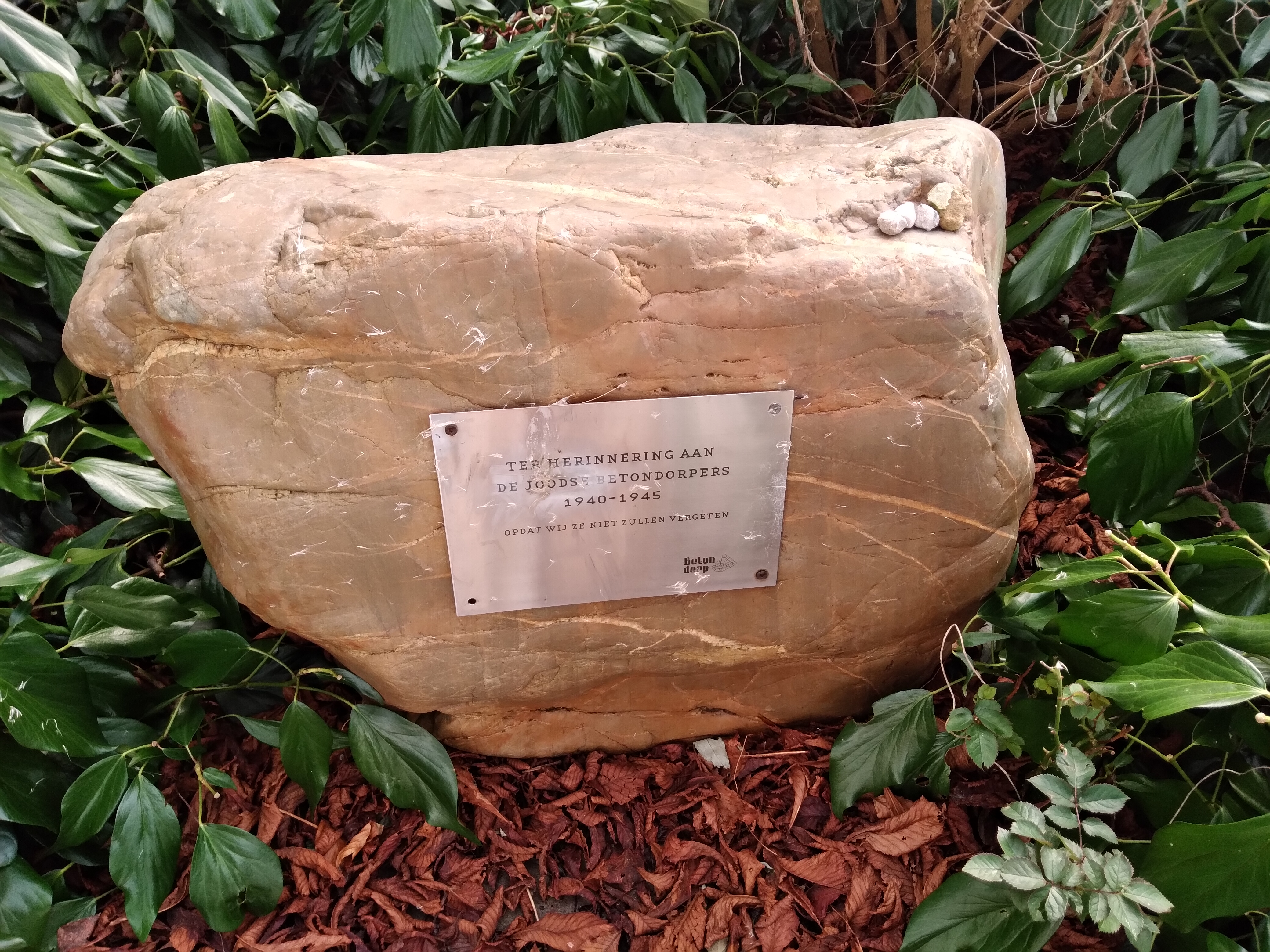
Gedenksteen (januari 2022)